# Liste der Mitglieder des Bayerischen Landtages (Königreich, 18. Wahlperiode)
Diese Liste gibt einen Überblick über alle Mitglieder des Bayerischen Landtages in der 18. Wahlperiode des Königreichs Bayern (1899–1904). In die Wahlperiode fallen die Sitzungen des 33. Landtags vom 28. September 1899 bis zum 11. August 1904.

## Kammer der Abgeordneten

### Präsidium
- Präsident: Georg Ritter von Orterer (1849–1916)
- Vizepräsident: Ludwig Ritter von Keller, 29. September 1903 – 28. Januar 1904: Franz Joseph Ritter von Leistner (1855–1916), ab 29. Januar 1904: Theobald Ritter von Fuchs (1852–1943)
- 1. Schriftführer: Josef Aichbichler (1845–1912)
- 2. Schriftführer: Friedrich Beckh (1843–1927)
- 3. Schriftführer: Theobald Ritter von Fuchs, ab 30. Januar 1904: August Georg Wörle
- 4. Schriftführer: Karl Schmidt, ab 29. Januar 1904: Alois Frank (1859–1940)

### Abgeordnete

#### A
- Josef Aichbichler (1845–1912)
- Joseph Aigner
- Karl Andreä
- Friedrich Ernst Aub (1837–1900)
- Ignaz Aumüller (1863–1900)

#### B
- Benedikt Bachmaier (1852–1912)
- Georg Bauer
- Sebastian Bauer (1867–1931)
- Luitpold Baumann (1844–1919)
- Friedrich Beckh (1843–1927)
- Georg Birk (1839–1924)
- Rupert Mathias Max Bittner
- Andras Blümm
- Georg Brach
- Johann Brandstätter
- Adalbert Braun (1843–1915)
- Ulrich Brunck (1833–1906)
- Theodor Brünings (1839–1903)
- Franz Burger (1836–1920)

#### C
- Leopold Ritter von Casselmann (1858–1930)
- Daniel Adalbert Conrad

#### D
- Karl Daiser (1847–1914)
- Balthasar Ritter von Daller (1835–1911)
- Andreas Friedrich Deinhard (1845–1907)
- Andreas Deininger
- Heinrich Diehl
- Theodor Dirr (1857–1931)
- Lorenz Dörnhöfer

#### E
- August Ebenhoch
- Anton Ecker
- Franz Joseph Ehrhart (1853–1908)
- Simon Eisenmann (1862–1938)
- Johann Englberger
- Josef Erhard (1847–1907)
- Friedrich Exter

#### F
- Nikolaus Wilhelm Fasel
- Ludwig Fr. Alex von Fischer
- Alois Frank (1859–1940)
- Johann Friedel (1856–1902)
- Theobald Ritter von Fuchs (1852–1943)

#### G
- Albert Gäch
- Friedrich Adam Ganzleben
- Karl Gebhart (1859–1921)
- Joseph Geiger (1852–1929)
- Joseph Egid Geiger
- Johann Baptist Gerber
- Liborius Gerstenberger (1864–1925)
- Ludwig Giehrl
- Georg Göller
- Karl Greßmann
- Georg Grünzinger
- Eduard Gschwender

#### H
- Sigmund August Karl Ulrich Freiherr Haller von Hallerstein
- Karl Hammerschmidt (1862–1932)
- Leonhard Harder
- Benedikt Hebel (1865–1922)
- Georg Heim (1865–1938)
- Christian Heimeran
- Karl Heinrich
- Johann Baptist Hierl (1856–1936)
- Leonhard Hilpert (1852–1934)
- Georg Hinterwinkler (1857–1915)
- Andreas Högn
- Nikolaus Holzapfel (1847–1920)
- Joseph Huber
- Joseph Huber (1860–1940)
- Michael Konrad Hufnagel (1854–1915)

### I
- Martin Irl (1859–1953)

#### J
- Franz Paul Joseph Eugen Jäger (1842–1926)

#### K
- Bernhard Käufel
- Ludwig Philipp Keidel (1857–1932)
- Kilian Keller (1839–1908)
- Ludwig Ritter von Keller
- Franz Joseph Keßler (1838–1904)
- Heinrich Keyser
- Theodor Klippel
- Anton Kohl (1851–1913)
- Karl Köhl (1846–1926)
- Joseph Krach

#### L
- Karl Ritter von und zu Bixenhausen Lama
- Anton von Landmann
- Anton Lang (1860–1931)
- Franz Xaver Leeb
- Anton Lehemeir (1841–1933)
- Franz Joseph Ritter von Leistner
- Franz Xaver Lerno (1849–1920)
- Johann Baptist Lerzer (1833–1917)
- Georg Liebl
- Gabriel Löwenstein (1825–1911)
- Friedrich Lutz (1852–1918)

#### M
- Friedrich Mahla
- Wilhelm Martius
- Johann Mayer
- Michael Mayer (1836–1911)
- Bernhard Mayr
- Jakob Mehling
- Franz Mehling junior
- Anton Memminger (1846–1923)
- Johann Thomas Merkel
- Wilhelm Meußdörffer (1858–1931)
- Johann Modschiedler
- Joseph Moritz (1845–1922)
- Michael Mößmer
- Adolf Müller (1863–1943)
- Karl Müller (Politiker, 1846)

#### N
- Lorenz Neudecker
- Friedrich Johann Neuner
- Tobias Nißler (1853–1907)

#### O
- Karl Michael Oertel (1866–1900)
- Georg Ritter von Orterer (1849–1916)
- Gustav Ott

#### P
- Leonhard Partheymüller
- Konrad Pflaumer
- Franz Seraphin Ritter von Pichler (1852–1927)
- Anton Pointner
- Joseph Pracher
- John Prieger
- Karl Ferdinand August Prieger
- Konrad Prosinger

#### R
- Balthasar Ranner (1852–1920)
- Fridolin Rauch
- Jakob Reeb (1842–1917)
- Wilhelm Reichel
- Balthasar Ritter von Reiger
- Friedrich Reisert
- Alois Röckl
- Daniel Rüb
- Sebastian Ruedorffer (Rüdorffer)

#### S
- Johann Baptist Sartorius
- Franz Schädler (1852–1913)
- Johann Schaller
- Johann Konrad August Scharrer
- Johann Gottfried Scherm
- Karl Schirmer (1864–1942)
- Joseph Schmid
- Ernst Karl Theodor Schmidt
- Karl Schmidt
- Franz Schmitt (1862–1932)
- Johann Schmitt (1845–1906)
- Johann Schmitt-Reichenbach (1853–1920)
- Georg Wilhelm Schönleben
- Johann Nepomuk Schramm
- Friedrich Schröder
- Fidelius Schub
- Johann Baptist Schubert
- Jakob Schulz
- Martin Schunk
- Michael Seeberger
- Martin Segitz (1853–1927)
- Julius Siben (1851–1907)
- Hermann Sickenberger (1851–1923)
- Hans Sinzinger
- Michael Sir (1862–1937)
- Johann Sold
- Christian Friedrich Soldner
- Max Söldner
- Franz Xaver Steindl (1858–1931)
- Josef Steininger
- Karl August Heinrich Stöcker-Rothenburg

#### V
- Ludwig Johann Vogt
- Georg Heinrich Ritter und Edler von Vollmar auf Veltheim (1850–1922)

#### W
- Franz Wagner
- Josef Wagner
- Hermann Walter
- Franz Seraph Weber
- Ludwig Weiss
- Valentin Wenz (1831–1909)
- Franz Werthmann (1845 oder 1846–1920)
- Kaspar Wieland
- Friedrich Wilhelm Wirth
- Josef Witzlsperger (1838–1907)
- August Georg Wörle (1860–1920)

### Z
- Joseph Zinner
- Martin Zott (1841–1929)

## Kammer der Reichsräte

### Präsidium
- 1. Präsident: Ludwig Heinrich Emil Graf von Lerchenfeld auf Köfering und Schönberg
- 2. Präsident: Adolph von Auer (1831–1916)
- 1. Sekretär: Karl Max von Drechsel-Deuffstetten
- 2. Sekretär: Johann Karl Freiherr von und zu Franckenstein (1858–1913)

### Reichsräte
| Inhaltsverzeichnis A B C D E F G H K L M N O P Q R S T W |

#### A
- Maximilian Karl Graf von Arco-Valley
- Joseph Maria Graf von Arco-Zinneberg
- Adolph von Auer (1831–1916)

#### B
- Adalbert Alfons Prinz von Bayern
- Alphons Maria Prinz von Bayern
- Arnulf Prinz von Bayern (1852–1907)
- Christoph Joseph Herzog in Bayern
- Ferdinand Maria Prinz von Bayern
- Franz Maria Prinz von Bayern
- Georg Franz Prinz von Bayern
- Heinrich Luitpold Prinz von Bayern
- Karl Maria Prinz von Bayern
- Karl Theodor Herzog in Bayern (1839–1909)
- Konrad Luitpold Prinz von Bayern
- Leopold Maximilian Prinz von Bayern
- Ludwig Ferdinand Prinz von Bayern (1859–1949)
- Ludwig Prinz von Bayern (1845–1921)
- Ludwig Wilhelm Herzog in Bayern
- Ludwig Wilhelm Karl Herzog in Bayern
- Rupprecht Maria Kronprinz von Bayern (1869–1955)
- Siegfried August Herzog in Bayern
- Georg Karl August Ritter von Bechmann
- Hippolyt Graf von Bray-Steinburg (1842–1913)
- Eugen Ritter von Buhl (1841–1910)

#### C
- Friedrich Carl Fürst zu Castell-Castell (1864–1923)
- Wolfgang August Fürst zu Castell-Rüdenhausen
- August Ritter von Clemm (1837–1910)
- Friedrich Krafft Graf von Crailsheim (1841–1926)
- Theodor jun. Freiherr von Cramer-Klett

#### D
- Friedrich Christian von Deuster (1861–1945)
- Joseph Graf von Deym zu Arnstorf
- Karl Max Graf von Drechsel-Deuffstetten

#### E
- Georg Albrecht Graf zu Erbach-Erbach und von Wartenberg-Roth (1844–1915)

#### F
- Johann Karl Freiherr von und zu Franckenstein (1858–1913)
- Theodor Ritter von Fries
- Carl Ludwig Fürst Fugger von Babenhausen
- Carl Ernst Graf (seit 1914 Fürst) Fugger von Glött
- Franz Raimund Graf von Fugger zu Kirchberg und Weißenhorn (1859–1940)
- Georg Carl Graf von Fugger zu Kirchberg und Weißenhorn

#### G
- Hermann Wilhelm Freiherr von Gaisberg zu Neudegg
- Karl Gottfried Graf von und zu Giech
- Maximilian Casimir Guy Freiherr von Gravenreuth
- Hans Georg Freiherr von Gumppenberg-Pöttmes-Oberprennberg
- Karl Theodor Freiherr von und zu Guttenberg

#### H
- Hermann Ritter von Haag (1843–1935)
- Theodor Johannes Ritter von Haßler
- Antonius Ritter von Henle
- Georg Friedrich Graf von Hertling (1843–1919)
- Heinrich Ritter von Heßert
- Johannes Friedrich Fürst zu Hohenlohe-Bartenstein und Jagstberg
- Chlodwig Fürst zu Hohenlohe-Waldenburg-Schillingsfürst
- Philipp Ernst Fürst zu Hohenlohe-Waldenburg-Schillingsfürst
- Ludwig Karl Graf von Holnstein aus Bayern
- Petrus Ritter von Hötzl

#### K
- Gustav Ritter von Kahr (1862–1934)
- Bernhard Ritter von Küffner

#### L
- Karl Friedrich von Lang-Puchhof
- Emich Eduard Fürst zu Leiningen (1866–1939)
- Ernst Eduard Fürst zu Leiningen
- Ludwig Heinrich Emil Graf von Lerchenfeld auf Köfering und Schönberg
- Karl Freiherr von Lindenfels
- Eugen Freiherr von Lotzbeck auf Weyhern
- Ernst Alban Fürst zu Löwenstein-Wertheim-Freudenberg (1854–1931)
- Karl Heinrich Fürst zu Löwenstein-Wertheim-Rosenberg (1834–1921)

#### M
- Hugo Ritter und Edler von Maffei (1836–1921)
- Carl Joseph Maria Graf von Maldeghem
- Ludwig Freiherr Mandl von und zu Deutenhofen
- Ferdinand Ritter von Miller (1842–1929)
- Joseph Maximilian Graf von Montgelas
- Ernst Maria Graf von Moy
- Heinrich Karl Graf von der Mühle-Eckart auf Leonberg

#### N
- Friedrich Freiherr von Niethammer

#### O
- Albrecht Franz Fürst von Oettingen-Oettingen und Oettingen-Spielberg
- Karl Friedrich Fürst zu Oettingen-Oettingen und Oettingen-Wallerstein
- Franz Karl Julius Graf zu Ortenburg-Tambach

#### P
- Ludwig Magnus Graf zu Pappenheim
- Eduard Georg Benedikt Freiherr Poschinger von Frauenau (1869–1942)
- Georg Benedikt Ritter von Poschinger
- Conrad Graf von Preysing-Lichtenegg-Moos
- Maximilian Emanuel Graf von Preysing-Lichtenegg-Moos

#### Q
- Bertram Otto Graf (seit 1901 Fürst) von Quadt zu Wykradt und Isny (1849–1927)

#### R
- Friedrich Ludwig Graf von Rechteren und Limpurg (1811–1909)

#### S
- Karl Theodor Graf von und zu Sandizell (1865–1939)
- Gottfried Ritter von Schmitt
- Alexander von Schneider (1845–1909)
- Markus Paul Freiherr von Schnurbein
- Arthur Franz Graf von Schönborn-Wiesentheid
- Carl Maria von Seinsheim-Sünching auf Grünbach
- Maximilian Graf von Soden-Fraunhofen (1844–1922)
- Berthold Schenk Graf von Stauffenberg
- Franz Joseph Ritter von Stein (1832–1909)

#### T
- Heinrich Ritter von Thelemann (1851–1923)
- Albert Maria Fürst von Thurn und Taxis
- Hans Veit Graf von Toerring-Jettenbach-Guttenzell auf Seefeld

#### W
- Friedrich Ludwig Graf von Waldbott-Bassenheim
- Wilhelm Franz Fürst von Waldburg zu Zeil und Trauchburg
- Karl Philipp Fürst von Wrede
- Ludwig Veit Freiherr von Würtzburg